# سید محمد سعیدی
سید محمد سعیدی گلپایگانی (زاده ۱۳۳۰، قم) مشهور به سید محمد سعیدی تولیت حرم فاطمه معصومه، نماینده ولی فقیه در استان قم، امام جمعه شهر قم و نماینده استان قم در مجلس خبرگان رهبری است. وی همچنین، فرزند سید محمدرضا سعیدی است.

## انتخابات مجلس خبرگان رهبری
این روحانی شیعه، کاندیدای انتخابات سال ۱۳۹۴ مجلس خبرگان رهبری از استان خراسان رضوی بود که از راهیابی به این مجلس بازماند. وی سپس در دومین میاندوره‌ای انتخابات مجلس خبرگان در خرداد سال ۱۴۰۰ به این مجلس راه یافت.

## گفتارهای جنجالی

#### ویروس کرونا
سید محمد سعیدی دربارهٔ شیوع ویروس کرونا در ایران با توجه به اینکه طی تبلیغات رسانه ای، قم را کانون بحران معرفی کردند و ایشان مدعی بود این بیماری از دیگر نقاط به ایران آمده و در همه کشور شیوع پیدا کرده است، مدعی شد که «دشمن می‌خواهد قم را شهری ناامن نشان دهد و انتقام همه شکست‌های خود را از قم بگیرد.» این در حالی بود که احمد امیرآبادی فراهانی، نماینده قم گفته بود در طول سه هفته بیش از ۵۰ نفر قربانی ویروس کرونا شدند. سید محمد سعیدی در ادامه صحبت‌هایش «حرم را دارالشفا» دانسته که باید باز باشد و مردم بیایند اینجا و شفا بگیرند، در حالی که مهم‌ترین توصیه بهداشتی این بوده که مبتلایان به ویروس کرونا در اماکن عمومی حضور نیابند. او همچنین گفت: «ترامپ به بهانهٔ پدیدهٔ کرونا می‌خواهد ضربه فرهنگی و حیثیتی به قم بزند».

#### مقابله با بسته شدن حرم معصومه بصورت کامل و سراسری
در اسفند ۱۳۹۸ در حالیکه قم اولین شهر با موارد اثبات شده کرونا در ایران بود و متخصصان در حوزه پزشکی، پیشنهاد بسته شدن مراکز تجمع از جمله مراکز مذهبی را داشتند، سعیدی در اظهاراتی با بسته شدن حرم معصومه بصورت کامل و سراسری مخالفت کرد و گفت:
«ما این حرم مقدس را دارالشفا می‌دانیم، دارالشفا یعنی مردم بیایند اینجا و از امراض روحی و جسمی شفا بگیرند؛ بنابراین، باید اینجا باز باشه، باید با قوت مردم بیایند، البته، ما احتیاط را هم شرط می‌دانیم و مسائل بهداشتی را هم رعایت بکنیم.»

#### یا علی گفتن سید علی خامنه‌ای هنگام تولد
محمد سعیدی در یک سخنرانی جنجالی، نقل قولی را از خواهر سید علی خامنه‌ای در مورد «یاعلی» گفتن رهبر ایران در لحظه تولد مطرح کرد که باعث واکنش و جنجال‌های فراوانی شد.

#### کشتن فتنه گران
فتنه از آدمکشی بالاتر است؛ باید با فتنه گران برخورد کرد و آن‌ها را کشت. فتنه گناه اجتماعی بوده و آثار شوم آن منحصر به آشوب گران نیست، از این رو قرآن فرمود فتنه از آدمکشی بالاتر است؛ خداوند دستور داده که برای ریشه کن کردن فتنه و فتنه گران باید با آن‌ها برخورد کرد و آن‌ها را کشت.

## تالیفات
1. مجموعه مباحث فقه و اصول
2. مجموعه مباحث خارج فقه وی که برگرفته شده از "عروه الوثقی "و"تحریر الوسیله"
3. مجموعه مباحث خارج اصول که بر اساس "کفایه" در جمع طلاب و علماء مطرح گردیده است.
4. مجموعه یادداشت‌هایی پیرامون سیره معصومین.
5. یک دوره مربوط به اصول عقاید
6. پیرامون تفسیر قرآن.
7. سلسله دروس پیرامون تفسیر ادعیه :صحیفه سجادیه"
8. زندگی‌نامه والد خود
9. سلسله درسهایی که پیرامون حقوق و وظائف زن و شوهر
10. تاریخ انبیاء
11. نقش جوان در نهضت عاشورا
12. حدیث هدایا
13. " پیام شهیدان کربلا".
14. استعدادها و توانایی‌های انسان و کیفیت بالنده نمودن آنها.

۱۵. خُلقیات انسان بر اساس حروف الفبا.